# Anita Brodén
Siv Anita Brodén, född Larsson 22 november 1948 i Johannebergs församling i Göteborg, är en svensk politiker (folkpartist). Hon var ordinarie riksdagsledamot 2002–2014, invald för Västra Götalands läns norra valkrets.
I riksdagen var hon ledamot i miljö- och jordbruksutskottet 2006–2014 och ledamot i Nordiska rådets svenska delegation 2006–2014. Hon var även suppleant i arbetsmarknadsutskottet, miljö- och jordbruksutskottet, riksdagens valberedning, trafikutskottet och utbildningsutskottet.